# Zosterop d'Etiòpia
El zosterop d'Etiòpia (Zosterops poliogastrus) és un ocell de la família dels zosteròpids (Zosteropidae).

## Hàbitat i distribució
Habita la selva pluvial de a les muntanyes de l’oest i centre d'Etiòpia, Eritrea, Sudan i el nord de Kenya.

## Taxonomia
Les poblacions del nord de Kenya i de l'oest d'Etiòpia són de vegades ubicades a les seues pròpies espècies:
- Zosterops kulalensis - zosterop del Kulal.[3]
- Zosterops kaffensis - zosterop de Kaffa.[4]